# Aiura miri
Aiura miri är en stekelart som beskrevs av Onody och Penteado-dias 2006. Aiura miri ingår i släktet Aiura och familjen brokparasitsteklar. Inga underarter finns listade i Catalogue of Life.